# Eucharis
Eucharis Planch. & Lind. é um gênero de aproximadamente 25 espécies de plantas herbáceas, perenes e bulbosas pertencentes à família das Amarilidáceas, nativo da América Central e América do Sul, da Guatemala até a Bolívia.

## Descrição
É um gênero de plantas bulbosas, de folhas amplas, ovaladas e pecioladas (20–55 cm de comprimento por 10–20 cm de largura). Os bulbos tem de 2 a 6 cm de diâmetro.
Apresenta flores actinomorfas, hermafroditas, brancas e muito vistosas, que lembram as flores do Narciso.  As suas flores estão dispostas em cachos de 3 a 10 em umbelas na extremidade de um escapo pontudo e ereto de 40–80 cm de altura. O perigônio é composto de 6 pétalas soldadas em sua parte inferior, de onde formam um tubo largo e cilíndrico, e os seus segmentos são estendidos. O androceu tem 6 estames, mais curtos que os lóbulos, com filamentos filiformes e anteras lineares, embasadas ou fixadas no dorso. O paraperigônio (cone central oo coroa) é acompanhado, unido aos estames, bidentado entre eles. O ovário é ínfero, com três lóculos pluriovulados. O estilo é filiforme e o estigma é trilobulado. O fruto é uma cápsula deiscente. Os seus nomes populares são: Lírio do Amazonas, Estrela Dalva, Estrela de Belém e Estrela da Anunciação.

## Sistemática
Eucharis está estreitamente relacionado com os gêneros Caliphruria e Urceolina, todos gêneros neotropicais, de flores brancas e folhas pecioladas, os quais formam um grupo monofilético dentro da "Sub-familia Pancratioidinae" sobre a base das características das folhas, a morfologia das sementes e a especialização ecológica. Todas as espécies destes gêneros são raras na natureza e muitas delas estão ameaçadas de extinção. O número cromossômico mais frequente é 2n=46.
No gênero Eucharis são conhecidas 25 espécies e dois híbridos naturais distribuídos em dois subgêneros:
- Subgênero Eucharis, caracterizado por suas flores campanuladas ou crateriformes, o tubo do perianto curvado, o androceu pigmentado e as papilas estigmáticas unicelualres. As espécies deste subgênero se distribuem da Guatemala a Bolivia,  do Amazonas ocidental até as escarpas adjacentes do leste dos Andes.
- Subgênero Heterocharis, constituído por três especies e dois híbridos naturais com muitas das características ancestrais do gênero.

## Cultivos e usos
Eucharis amazonica e o híbrido  Eucharis x grandiflora são as duas espécies mais conhecidas e mais cultivadas.
Requer uma temperatura de 18 a 20 °C durante a noite e até os 25 °C durante o dia. Durante o verão, o crescimento é estimulado se for transplantado. São plantas perenes, não precisam de períodos de repouso prolongados durante o ano. Necessitam de um bom solo com grande quantidade de areia para mantê-lo solto e ter uma rega abundante.

## Lista completa de espécies
- Eucharis amazonica Linden ex Planch., J. Gén. Hort. 12: 1216 (1857). Distribuida no norte do Peru, amplamente cultivada em várias partes do mundo.[3]
- Eucharis astrophiala (Ravenna) Ravenna, Phytologia 57: 95 (1985). Centro e norte do Equador.
- Eucharis bakeriana N.E.Br., Gard. Chron., III, 7: 416 (1890). Peru (San Martín).
- Eucharis bonplandii (Kunth) Traub, Pl. Life 7: 40 (1951). Oeste da Colômbia.
- Eucharis bouchei Woodson & P.Allen, Ann. Missouri Bot. Gard. 24: 181 (1937). América Central.
  - Eucharis bouchei var. bouchei. América Central.
  - Eucharis bouchei var. darienensis Meerow, Ann. Missouri Bot. Gard. 76: 187 (1989). América Central.
  - Eucharis bouchei var. dressleri Meerow, Ann. Missouri Bot. Gard. 76: 187 (1989). Panamá.
- Eucharis candida Planch. & Linden, Cat. Gén. 8: 3 (1853). do Sudeste da Colômbia ao norte do Peru.
- Eucharis castelnaeana (Baill.) J.F.Macbr., Publ. Field Mus. Nat. Hist., Bot. Ser. 11: 47 (1931). do Oeste da América do Sul ao norte do Brasil.
- Eucharis caucana Meerow, Ann. Missouri Bot. Gard. 76: 191 (1989). Oeste da Colômbia.
- Eucharis corynandra (Ravenna) Ravenna, Phytologia 57: 95 (1985). Peru.
- Eucharis cyaneosperma Meerow, Sida 12: 39 (1987). Do Peru à Bolivia e norte do Brasil.
- Eucharis formosa Meerow, Sida 12: 42 (1987). Oeste da América do Sul.
- Eucharis x grandiflora Planch. & Linden, Fl. Serres Jard. Eur. 9: 255 (1854). Outra espécie amplamente cultivada em várias partes do mundo. É o resultado do cruzamento natural entre E. moorei × E. sanderi. Oeste da Colômbia ao oeste do Equador.
- Eucharis lehmannii Regel, Gartenflora 38: 313 (1889). Colômbia (Cauca).
- Eucharis moorei (Baker) Meerow, Sida 12: 35 (1987). Do Equador ao norte do Peru.
- Eucharis oxyandra (Ravenna) Ravenna, Phytologia 57: 95 (1985). Peru.
- Eucharis plicata Meerow, Brittonia 36: 18 (1984). Do Peru à Bolivia.
  - Eucharis plicata subsp. brevidentata Meerow, Ann. Missouri Bot. Gard. 76: 200 (1989). Do Peru a Bolivia.
  - Eucharis plicata subsp. plicata. Norte do Peru.
- Eucharis sanderi Baker, Bot. Mag. 109: t. 6676 (1883). Oeste da Colômbia.
- Eucharis ulei Kraenzl., Bot. Jahrb. Syst. 50(111): 4 (1913). Do Oeste da América do Sul ao norte do Brasil.